# نخلة قزمية
نخلة قزمية (الاسم العلمي: Phoenix pusilla) هي نوع من النباتات يتبع جنس النخلة من الفصيلة الفوفلية.